# グアルド (イタリア)
グアルド（伊: Gualdo）は、イタリア共和国マルケ州マチェラータ県にある、人口約700人の基礎自治体（コムーネ）。

## 地理

### 位置・広がり
マチェラータ県のコムーネ。県都マチェラータから南南西へ52kmの距離にある。

#### 隣接コムーネ
隣接するコムーネは以下の通り。括弧内のFMはフェルモ県所属を示す。
- アマンドラ (FM)
- ペンナ・サン・ジョヴァンニ
- サン・ジネージオ
- サンタンジェロ・イン・ポンターノ
- サルナーノ

### 気候分類・地震分類
グアルドにおけるイタリアの気候分類 (it) および度日は、zona E, 2402 GGである。
また、イタリアの地震リスク階級 (it) では、zona 2 (sismicità media) に分類される。

## 行政

### 分離集落
グアルドには、以下の分離集落（フラツィオーネ）がある。
- Bartolotti, Castello, Contro, Fanelli, Marchesi, Massignano, Morrone, Picacchi, Scarchi, Tomassucci, Valle, Zazza